# Ye Shengtao

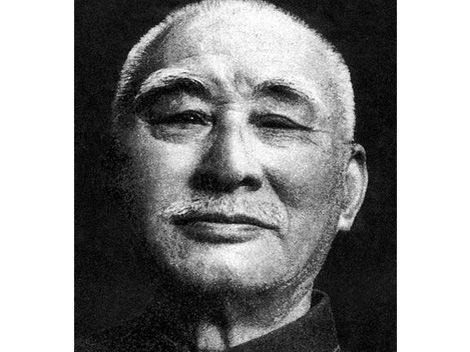
Ye Shengtao.

Ye Shengtao (kinesiska: 叶圣陶, även: Yeh Sheng-dao), född 28 oktober 1894 i Wu (吳縣), Suzhou, död  16 februari 1988 i Peking, var en kinesisk författare och folkbildningsivrare. Ye var son till en godsförvaltare i Suzhou. Efter studierna arbetade han som lärare i tio år, både i staden och på landet.
Hans roman Ni Huanzhi utkom 1928. Den skildrar hur en ung idealistisk lärare vid namn Ni Huanzhi försöker genomföra reformer i skolan men hindras av slöa kolleger och lokala makthavares motstånd.

## Böcker översatta till engelska
- Schoolmaster Ni Huan-chih, 1958, 1978
- Stories from the thirties, 1982 (Sanshi niandai duanpian xiaoshuoxuan)
- How Mr Pan weathered the storm, 1987 (Pān xiānsheng zàinànzhōng)